# Río Vergara
Río Vergara är ett vattendrag i Chile. Det ligger i den södra delen av landet, 500 km söder om huvudstaden Santiago de Chile.
I omgivningen kring Río Vergara växer i huvudsak städsegrön lövskog. Området är ganska glesbefolkat, med 38 invånare per kvadratkilometer.